# Rédacteur territorial
En France, rédacteur territorial est un cadre d'emplois désignant un fonctionnaire de catégorie B de la filière administrative de la fonction publique territoriale. Les rédacteurs territoriaux exercent généralement des fonctions administratives, budgétaires et comptables.
Le cadre d'emploi comprend 3 grades : rédacteur, rédacteur principal de 2e classe et rédacteur principal de 1re classe.
Le premier est généralement chargé de fonctions administratives d'application, tandis que les rédacteurs principaux (2e et 1re classe) ont surtout vocation à occuper des emplois correspondant à un niveau d'expertise et d'exigence supérieur, en réalisant des tâches complexes de gestion administrative (application avec décision). Ils peuvent se voir confier des missions d'encadrement et la gestion d'un ou de plusieurs services.
Ils sont employés par des collectivités territoriales (commune, département, région) ou des établissements publics.

## Statut et avancement indiciaire des rédacteurs territoriaux
Le décret no 87-1105 du 30 décembre 1987 modifié portant statut particulier du cadre d'emplois des rédacteurs territoriaux et le décret  2012-924 du 30 juillet 1992 fixent le cadre réglementaire du statut des rédacteurs,.

## Recrutement
Le recrutement d'un rédacteur territorial intervient après l'obtention d'un concours, l'inscription sur une liste d'aptitude et l'obtention d'une nomination au sein d'une collectivité territoriale ou d'un établissement public de coopération intercommunale (EPCI).